# Аугуст Бач
Аугуст Йохан Георг Карл Бач (на немски: August Johann Georg Karl Batsch) е германски миколог и ботаник. Той е един от най-авторитетните специалисти по гъбите на своето време.

## Биография
Аугуст Бач е роден на 28 октомври 1761 година в Йена, Саксония. Изучава природни науки в местния университет, като през 1781 година се дипломира, а през 1786 защитава докторат по медицина. От следващата година преподава в университета, а от 1772 година е професор. През 1790 година основава ботаническа градина в Йена.
През 1783 и 1789 година Бач издава две книги по микология, озаглавени „Elenchus Fungorum“. Той описва около 200 нови вида гъби, сред които Clitocybe nebularis, Calocera cornea, Paxillus involutus и Tapinella atrotomentosa. През 1788 година издава „Versuch einer Anleitung zur Kenntniss und Geschichte der Pflanzen“, труд по ботаника, в който описва и някои заболявания на растенията.
Умира на 29 септември 1802 година на 40-годишна възраст.